# ГЕС Sānjiāngkǒu
ГЕС Sānjiāngkǒu (三江口水电站) — гідроелектростанція у центральній частині Китаю в провінції Хунань. Знаходячись після ГЕС Чалінхе, входить до складу каскаду на річці Лішуй, яка впадає до розташованого на правобережжі Янцзи великого озера Дунтін.
У межах проєкту річку перекрили бетонною греблею висотою 31 метр та довжиною 695 метрів, яка утримує водосховище з об'ємом 220 млн м3.
У 1989—1992 роках інтегрований у греблю машинний зал обладнали п'ятьма турбінами типу Каплан потужністю по 12,5 МВт, котрі забезпечували виробництво 325 млн кВт·год електроенергії на рік. У 2007 році по лівобережжю проклали канал довжиною 0,5 км, де розмістили ще один машинний зал. Тут встановили дві бульбові турбіни потужністю по 25 МВт, котрі використовують напір від 9 до 19 метрів (номінальний напір 14,5 метра) та збільшують річний виробіток до 425 млн кВт·год.
Видача продукції відбувається по ЛЕП, розрахованим на роботу під напругою 220 кВ та 110 кВ.